# Pteris porphyrophlebia
Pteris porphyrophlebia là một loài dương xỉ trong họ Pteridaceae. Loài này được C. Chr. & Ching mô tả khoa học đầu tiên..
Danh pháp khoa học của loài này chưa được làm sáng tỏ. 